# 布魯斯德縣 (德克薩斯州)
布魯斯德县（英語：Brewster County）是位於美国德克萨斯州西部的一個郡，南界墨西哥，面積16,039平方公里，是該州面積最大的縣。根據2020年美國人口普查，布魯斯德縣共有人口9,546人。布魯斯德縣的縣治為阿爾派恩，而阿爾派恩也是該縣的唯一城市。
布魯斯德縣成立於1887年。縣名以曾任德克萨斯共和国戰爭部長的亨利·P·布魯斯特命名。

## 地理

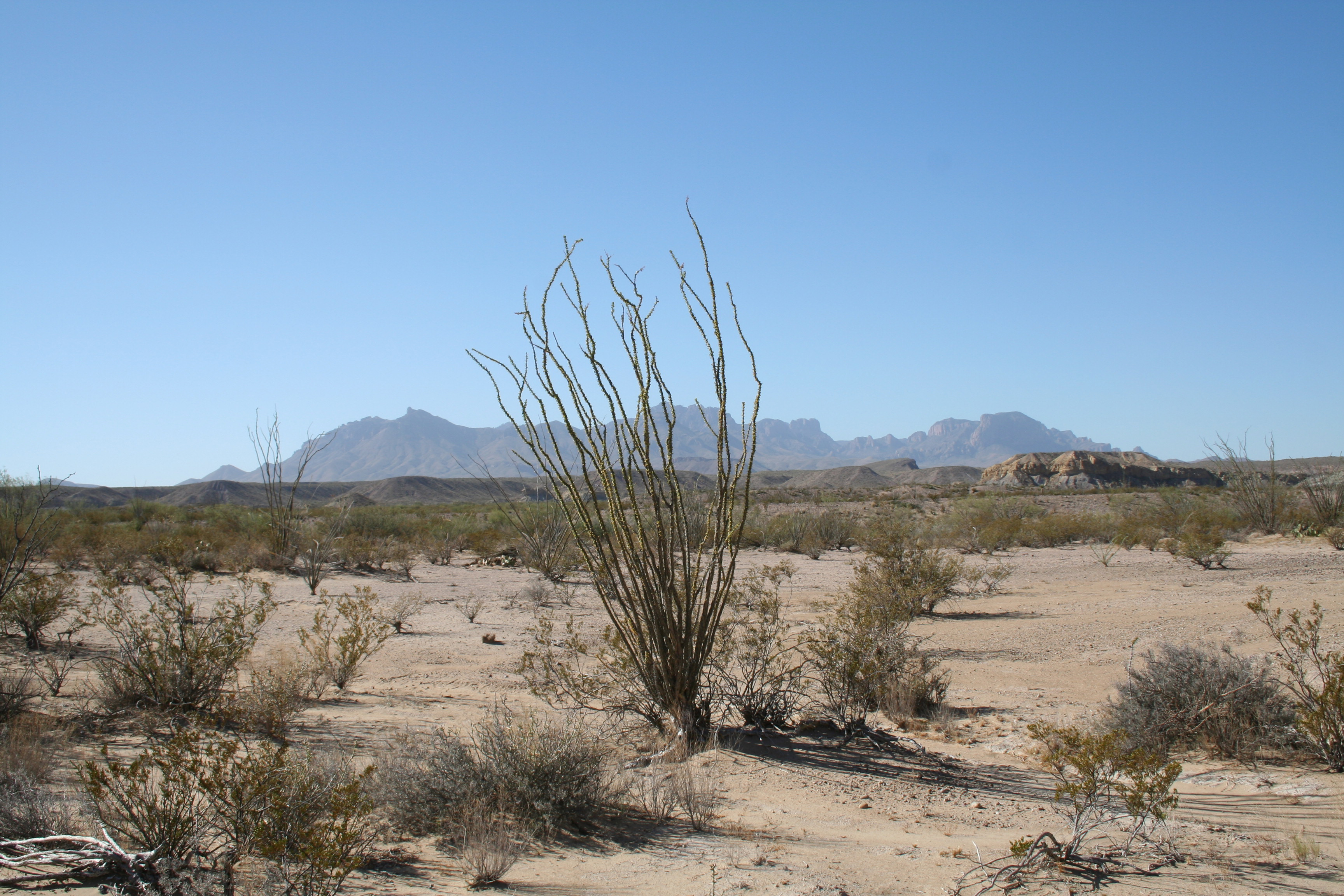
布魯斯德縣的干旱景观

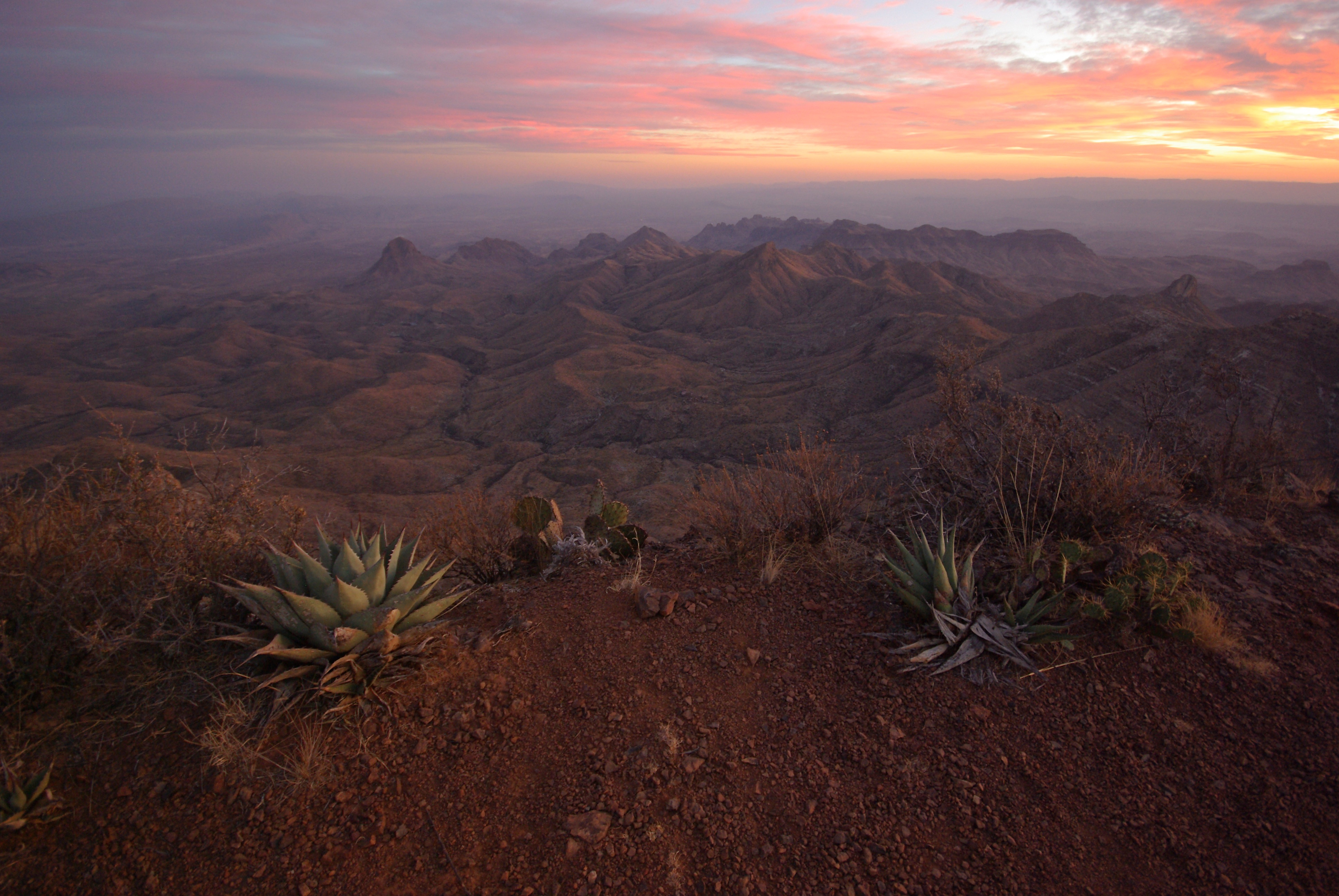
大彎曲國家公園的日落景觀

根據2000年人口普查，布魯斯德縣總面積為6,193平方英里（16,040平方），其中有6,193平方英里（16,040平方），即100%為陸地，並沒有水域。
布魯斯德縣是跨佩科斯區域九個縣份的其中一個。布魯斯德縣既是德克薩斯州面積最大的縣份，亦是美國面積第39大的縣份。布魯斯德縣的面積比特拉华州面積的三倍還要大，並且比康乃狄克州要大500平方英里（1,300平方）。

### 毗邻县
- 德克萨斯州 貝可斯縣：北方
- 德克薩斯州 特勒爾縣：東北方
- 德克薩斯州 普雷西迪奧縣：西方
- 德克薩斯州 傑夫·戴維斯縣：西北方
- 墨西哥 奇瓦瓦州 曼努埃爾貝納維德斯（英语：Manuel Benavides）：西南方
- 墨西哥 阿庫尼亞市（英语：Acuña Municipality）：東南方
- 墨西哥 奥坎波市（英语：Ocampo Municipality, Coahuila）：南方

### 国家保护区
- 大彎曲國家公園
- 格蘭德河野生景觀河流（英语：Rio Grande Wild and Scenic River）（部份）

## 人口
| 调查年                                                | 人口  | 备注 | %±     |
| ----------------------------------------------------- | ----- | ---- | ------ |
| 1890                                                  | 710   |      | —      |
| 1900                                                  | 2,356 |      | 231.8% |
| 1910                                                  | 5,220 |      | 121.6% |
| 1920                                                  | 4,822 |      | −7.6%  |
| 1930                                                  | 6,624 |      | 37.4%  |
| 1940                                                  | 6,478 |      | −2.2%  |
| 1950                                                  | 7,309 |      | 12.8%  |
| 1960                                                  | 6,434 |      | −12.0% |
| 1970                                                  | 7,780 |      | 20.9%  |
| 1980                                                  | 7,573 |      | −2.7%  |
| 1990                                                  | 8,681 |      | 14.6%  |
| 2000                                                  | 8,866 |      | 2.1%   |
| 2010                                                  | 9,232 |      | 4.1%   |
| 美国十年一次的人口普查 德克萨斯州年鉴：1850年至2010年 |       |      |        |

根據2000年人口普查，布魯斯德縣擁有8,866居民、3,669住戶和2,216家庭。。其人口密度為每平方英里1居民（每平方公里1居民）。布魯斯德縣擁有4,614間房屋单位，其密度為每平方英里1間（每平方公里0.3間）。布魯斯德縣的人口是由81.09%白人、1.22%非裔、0.85%原住民、0.37%亞裔、0.06%太平洋岛民、13.44%其他種族和2.98%混血构成。而西班牙裔或拉丁美洲裔佔了人口43.62%。
在3,669住户中，有26.60%擁有一個或以上的兒童（18歲以下）、46.70%為夫妻、10.00%為單親家庭、而有39.60%為非家庭。其中32.80%住户為獨居，11.40%為同居長者。平均每戶有2.31人，而平均每個家庭則有2.96人。在8,866居民中，有22.20%為18歲以下、14.80%為18至24歲、24.50%為25至44歲、23.90%為45至64歲以及14.60%為65歲以上。人口的年齡中位數為36 歲，每100個女性就有99.00個男性。而每100個成年女性（18歲以上）就有98.40個成年男性。
布魯斯德縣的住戶收入中位數為$27,386，而家庭收入中位數則為$33,962。男性的收入中位數為$26,934，而女性的收入中位數則為$21,250。布魯斯德縣的人均收入為$15,183。約12.60%家庭和18.20%人口在貧窮線以下。